# Dintelsas
Dintelsas is een buurtschap  in de gemeente Steenbergen in de Nederlandse provincie Noord-Brabant. Het ligt in het noorden van de gemeente, aan de monding van de rivier de Dintel.
De sluizen van Dintelsas werden in 1828 gebouwd. Ontwerper was A. Goedkoop. Ze bestaan uit een schutsluis met rolbrug en een uitwateringssluis. De sluizen bevinden zich daar waar de Dintel uitmondt op het Volkerak.
Stad: Steenbergen      Dorpen: De Heen · Dinteloord · Kruisland · Nieuw-Vossemeer · Welberg 

Buurtschappen: Blauwe Sluis · Bloemendijk · De Bocht · Boompjesdijk · Dintelsas · 't Haantje · Heense Molen · Koevering · Notendaal · De Overval ‎· Rolaf ‎· Visberg · Waterhoefke · Wildenhoek · Zwarte Ruiter

Noord-Brabant: Steden en dorpen      Nederland: Provincies · Gemeenten